# Cyathea agatheti
Cyathea agatheti är en ormbunkeart som beskrevs av Holtt. Cyathea agatheti ingår i släktet Cyathea och familjen Cyatheaceae. Inga underarter finns listade.